# Загублені (сезон 6)
Шостий сезон телесеріалу «Загублені» вийшов в ефір 2 лютого 2010 року в США. Сезон налічував 18 серій та закінчився двогодинним фіналом 23 травня 2010 року. Цей сезон продовжить історію уцілілих з рейсу 815 Oceanic Airlines, що зазнав авіакатастрофи на невідомому острові в південній частині Тихого океану. У фінальному сезоні продюсери пообіцяли розкрити найважливіші таємниці сезону як димовий монстр, чотирипала статуя Таурт.
Прем'яра шостого сезону почалася з двогодинної серії в неділю на телеканалі ABC о 21:00.
24 серпня 2010 року компанією Buena Vista Home Entertainment був випущений сезон на DVD та Blu-ray Disc під назвою «Lost: The Complete Six Season» (укр. Загублені: Шостий сезон).

## У ролях
У п'ятому сезоні 15 головних персонажів (11 із п'ятого). Оскільки сюжет розповідав про різні групи людей із різних часових періодів, то склад можна поділити на дві частини.
| Актор            | Роль                                 | Примітки                                    |
| ---------------- | ------------------------------------ | ------------------------------------------- |
| Метью Фокс       | Джек Шепард (1977 рік)               | нейрохірург                                 |
| Еванджелін Ліллі | Кейт Остін (1977 рік)                | колишня утікачка                            |
| Хорхе Гарсія     | Х'юго «Херлі» Реєс (1977 рік)        | мільйонер                                   |
| Невін Ендрюс     | Саїд Джарра (1977 рік)               | колишній воєнний                            |
| Джош Голловей    | Джеймс «Сойер» Форд (1977 рік)       | колишній шахрай                             |
| Кен Люн          | Майлз Штром (1977 рік)               | медіум                                      |
| Даніель Де Кім   | Джин Су Квон (1977 рік)              | колишній вибивала                           |
| Юнджин Кім       | Сан Хва Квон (2007 рік)              | повернулась на Острів у пошуках чоловіка    |
| Майкл Емерсон    | Бенджамін Лайнус (2007 рік)          | колишній лідер «інакших»                    |
| Террі О'Куїнн    | Джон Локк                            | загиблий пасажир рейсу 815                  |
| Генрі Єн К'юсик  | Дезмонд Г'юм (2007 рік)              | колишній солдат, прожив на острові три роки |
| Джефф Фейгі      | Френк Лапідус (2007 рік)             | пілот                                       |
| Нестор Карбонелл | Річард Олперт (Загублені) (2007 рік) | нестаріючий радник «інакших»                |
| Зулейха Робінсон | Ілана Верданська (2007 рік)          | одна з уцілілих із рейсу 316                |
| Емілі де Рейвін  | Клэр Литтлтон (2007 рік)             | молода мати                                 |

## Список серій
| № серії (загалом) | № серії (в сезоні) | Назва серії            | Режисер(и)   | Сценарист(и)       | Головні персонажі           | Оригінальна дата показу | Дата показу в Україні | Глядачів (млн) |
| --- | ------------------ | ---------------------- | ------------ | ------------------ | --------------------------- | ----------------------- | --------------------- | -------------- |
| 104—105 | 1—2                | «LA X»                 | Джек Бендер  | Деймон Лінделоф    | Буде оголошено              | 2 лютого 2010           | невідомо              | 12,09          |
| Показані дві реальності. У першій рейс 815 приземляється в аеропорту Лос-Анджелеса, де Кейт збігає від маршала, а Джек дізнається, що труну з тілом його батька втратили при перевезенні. У другій уцілілі повертаються в наші дні після вбивства Джейкоба; Джульєт вмирає, а Саїд оживає в храмі Інакших. Людина в чорному, який прийняв вигляд Локка, виявляється димовим монстром і вбиває кількох людей з команди Ілани. |                    |                        |              |                    |                             |                         |                       |                |
| 106 | 3                  | «What Kate Does»       | Пол Едвардс  | Едвард Кітсіс      | Кейт Остін                  | 9 лютого 2010           | невідомо              | 11.05          |
| Соєр йде з храму, а Кейт намагається наздогнати його. Інакші намагаються отруїти Саїда, а Джек заважає їм. Джин йде шукати Сун, але знаходить Клер, яка рятує його від Інакших. В альтернативній реальності Кейт допомагає Клер. |                    |                        |              |                    |                             |                         |                       |                |
| 107 | 4                  | «The Substitute»       | Такер Гейтс  | Елізабет Сарнофф   | Джон Локк                   | 16 лютого 2010          | невідомо              | 9,82           |
| Димової монстр у вигляді Локка намагається переконати Соєра покинути Острів. Сун наполягає, що справжнього Локка потрібно поховати. В альтернативній реальності Джона звільняють, і він стає учителем на заміні. |                    |                        |              |                    |                             |                         |                       |                |
| 108 | 5                  | «Lighthouse»           | Джек Бендер  | Деймон Лінделоф    | Джек Шепард                 | 24 лютого 2010          | невідомо              | 9.95           |
| Джейкоб направляє Херлі і Джека до Маяку, щоб зустріти нових гостей на острові. Клер привела Джина до себе в хатину. В альтернативній реальності нам показують відносини між Джеком і його сином. |                    |                        |              |                    |                             |                         |                       |                |
| 109 | 6                  | «Sundown»              | Бобі Рот     | Грем Роланд        | Саїд Джарра                 | 3 березня 2010          | невідомо              | 9,29           |
| Після залучення Саїда на свою сторону Людина в чорному висуває ультиматум Інакшим: або вони приєднаються до нього, або загинуть. Тим часом Кейт зустрічається з Клер. У флешсайдах Саїд допомагає своєму братові, який потрапив у боргову яму. |                    |                        |              |                    |                             |                         |                       |                |
| 110 | 7                  | «Dr. Linus»            | Ван Піблз    | Едвард Кітсіс      | Бенджамін Лайнус            | 10 березня 2010         | невідомо              | 9,49           |
| Бенджамін знаходить Ілану і інакших, приєднуючись до них. Але завдяки Майлзу вони дізнаються, що Бен вбив Джейкоба. Ілана змушує Бена копати самому собі могилу. Пізніше приходить Ворог Джейкоба і намагається залучити Бена на свою сторону, але Бен залишається з Іланой і інакшими. В альтернативній реальності ми бачимо Бена-вчителя і його спроби зайняти місце директора школи. |                    |                        |              |                    |                             |                         |                       |                |
| 111 | 8                  | «Recon»                | Джек Бендер  | Елізабет Сарнофф   | Соєр                        | 17 березня 2010         | невідомо              | 8,87           |
| Людина в чорному посилає Соєра із завданням на другий острів, де той виявляє повернувшогося на острів Чарльза Відмора. В альтернативній реальності Соєр продовжує пошуки вбивці своїх батьків, але вже в іншій якості. |                    |                        |              |                    |                             |                         |                       |                |
| 112 | 9                  | «Ab Aeterno»           | Такер Гейтс  | Мелінда Гсю Тейлор | Річард                      | 24 березня 2010         | невідомо              | 9,31           |
| Серія розкриває таємницю попадання Річарда на Острів: в 1867 році він прибуває на кораблі «Чорна скеля», будучи рабом. Він стає представником Джейкоба в обмін на безсмертя. В наші дні його переконують допомогти кандидатам на місце Джейкоба. |                    |                        |              |                    |                             |                         |                       |                |
| 113 | 10                 | «The Package»          | Пол Едвардс  | Грем Роланд        | Джин та Сун                 | 30 березня 2010         | невідомо              | 10,13          |
| В альтернативній реальності після прильоту в Лос-Анджелес Джин і Сун зупиняються в готелі, де Джин повинен був передати Кіммі годинник і конфісковані на митниці гроші. Кіммі збирався вбити Джина, але в ситуацію втручається Саїд. На Острові Річард після бесіди зі своєю покійною дружиною, повний оптимізму, повертається на пляж. З табору димового монстра люди Відмора викрадають Джина, а відправлений димовим монстром на острів Гідра Саїд бачить, що люди Відмора привезли на острів Дезмонда. |                    |                        |              |                    |                             |                         |                       |                |
| 114 | 11                 | «Happily Ever After»   | Джек Бендер  | Деймон Лінделоф    | Дезмонд Г'юм                | 6 квітня 2010           | невідомо              | 9,55           |
| На Острові Відмор поміщає Дезмонда в сильне магнітне поле, і його свідомість переміщується в альтернативну реальність, де він починає згадувати події, що відбулися на Острові. |                    |                        |              |                    |                             |                         |                       |                |
| 115 | 12                 | «Everybody Loves Hugo» | Ден Атіас    | Едвард Кітсіс      | Х'юго Реєс                  | 13 квітня 2010          | невідомо              | 9,48           |
| В альтернативній реальності зустрічаються Херлі і Ліббі, які також згадують події, що відбулися на Острові. На Острові гине Ілана, а Херлі, ведений порадами покійного Майкла, радить всім відправитися до димового монстра. |                    |                        |              |                    |                             |                         |                       |                |
| 116 | 13                 | «The Last Recruit»     | Стефен Семел | Грем Роланд        | Буде оголошено              | 20 квітня 2010          | невідомо              | 9,53           |
| На Острові димовий монстр готується вирушити з усіма іншими на острів Гідра, але Соєр ламає його плани. В альтернативній реальності продовжують перетинатися долі головних героїв. |                    |                        |              |                    |                             |                         |                       |                |
| 117 | 14                 | «The Candidate»        | Джек Бендер  | Елізабет Сарнофф   | Джек та Локк                | 4 травня 2010           | невідомо              | 9,59           |
| Людина в Чорному продовжує слідувати своїм планом - зібрати всіх Кандидатів разом, але Джек як і раніше хоче залишитися на Острові. Лже-Локк намагається знищити всіх кандидатів, адже тільки так він зможе піти з острова. В альтернативній реальності Джек намагається з'ясувати, чому Джон не хоче робити операцію. |                    |                        |              |                    |                             |                         |                       |                |
| 118 | 15                 | «Across the Sea»       | Такер Гейтс  | Деймон Лінделоф    | Джейкоб та Людина у Чорному | 11 травня 2010          | невідомо              | 10,32          |
| Серія відсилає нас до історії появи Джейкоба і його брата (Людини в Чорному) на Острові. Показано їх життя в дитячі роки, смерть їх названої матері і брата Джейкоба. Також серія намагається дати відповідь на причину появи на Острові димового Монстра. |                    |                        |              |                    |                             |                         |                       |                |
| 119 | 16                 | «What They Died For»   | Пол Едвардс  | Едвард Кітсіс      | Буде оголошено              | 18 травня 2010          | невідомо              | 10,47          |
| В Альтернативній реальності Дезмонд продовжує збирати головних героїв. На Острові Джейкоб ставить собі на заміну Джека, а Бен вбиває Чарльза Відмора. Передбачалося, що ця серія стане першою частиною фіналу сезону, але, за твердженнями продюсерів серіалу, це не так . |                    |                        |              |                    |                             |                         |                       |                |
| 120—121 | 17—18              | «The End»              | Джек Бендер  | Деймон Лінделоф    | Буде оголошено              | 23 травня 2010          | невідомо              | 13,57          |
| Двогодинна заключна серія, остання в шостому сезоні і у всьому серіалі. На Острові Дезмонд спускається в печеру зі Світлом і «вимикає» його. Як наслідок, Лже-Локк стає смертним і перед тим, як Кейт його вбиває, він смертельно ранить Джека. Незважаючи на це, у Джека вистачило сил зробити Херлі новим зберігачем Острова, знову запалити Світло і врятувати Дезмонда. Соєр, Кейт, Клер, Річард, Майлз і Лапідус відлітають з Острова на літаку Ajira Airways. У Альтернативною Реальності, яка по суті, стала Чистилищем, перед тим як «піти далі», зустрічаються всі головні герої і згадують життя на Острові. Серіал закінчується тріумфальної смертю Джека посеред бамбукового гаю. Останнім кадром став закрите око Джека. Затемнення. LOST. |                    |                        |              |                    |                             |                         |                       |                |